# Arenas de Iguña
Arenas de Iguña település Spanyolországban, Kantábria autonóm közösségben. Arenas de Iguña Los Corrales de Buelna, Anievas, Corvera de Toranzo, Luena, Molledo, Bárcena de Pie de Concha, Los Tojos, Ruente és Cieza községekkel határos. Lakosainak száma 1756 fő (2024).

## Népesség
A település népessége az elmúlt években az alábbi módon változott:
| Lakosok száma | 2014 | 1918 | 1867 | 1837 | 1792 | 1775 | 1690 | 1679 | 1734 | 1756 |
|               | 2001 | 2004 | 2007 | 2009 | 2012 | 2014 | 2017 | 2019 | 2022 | 2024 |